# Ninjitsu
Ninja și misterioasa lor artă, NINJUTSU, constituie și în prezent un subiect extrem de controversat pentru cei ce studiază în profunzime ansamblul artelor marțiale. Oricum adevărul este că de obicei undeva pe la jumătate pentru că Arta NINJA nu s-a dezvoltat dintr-o dată, direct cu această denumire. Arta NINJA cunoscută ca NINJUTSU sau SHINOBI JUTSU așa cum este ea perceputa în prezent este rezultatul unei finisări și perfecționări de-a lungul timpului, în decursul a mai multor generații de luptători. Cei pe care azi îi numim NINJA, nu foloseau uneori deloc acest termen în ceea ce îi privește.
Oricum este important de reținut, înainte de a intra mai mult în originile acestei misterioase discipline, ca NINJUTSU, arta cea mai temută în Japonia medievală s-a dezvoltat, ca o societate închisă, secretă, total opusă sistemului social rigid impus în acea perioadă de samurai și de cultura acestora. Tocmai de aceea istoria școlilor de NINJA este de multe ori învăluită în mister și legendă, chiar în mod deliberat pentru a crea efectiv legende ce aveau rolul de a instaura panica în țăranii japonezi.
Aceasta ar fi o primă față a „fenomenului” NINJA - fața exterioară sau OMOTE (direct, imediat, ceea ce se vede la suprafață). Ar mai fi și ceea ce nu se vede imediat așa de ușor și anume partea interioară URA (partea ascunsă), mai exact este vorba de faptul că de multe ori NINJA nu acționau independenți, ei lucrau pentru cineva dacă nu pentru un scop anume. De cele mai multe ori acel cineva nu era nimeni altul decât un samurai, cu o poziție înaltă și deci, suficient de mulți bani ca să își permită serviciile unor profesioniști. El nu putea să facă orice voia însă fiind împiedicat etica și morala impuse de rigidul cod de legi BUSHIDO. Pentru a salva aparențele, ei puteau să spună orice pentru ca oamenii lor de bază (a se citi NINJA) duceau la bun sfârșit adevăratele lor planuri. Spionajul era o activitate considerată josnică și era desconsiderată în consecință de codul BUSHIDO dar un NINJA nu avea asemenea probleme de conștiință, ca și samuraiul care îl plătea de altfel.
Având în vedere permanent aceste doua fețe complementare ale contradicției dintre SAMURAI și NINJA se poate trece acum, mai ușor la o introducere în istoria clanurilor de NINJA din Japonia.
Se pare că primii 2 luptători NINJA care apar în consemnările istorice ar data de pe vremea legendarului împărat JIMMU TENNO. Se spune că acesta era într-o luptă îndelungată pentru cucerirea Castelului ISO. El a fost ajutat în campania sa de doi luptători pe nume Shinetsuhiko și Otokashi care s-au deghizat în țărani, soț și soție, și au pătruns nerecunoscuți pe teritoriul inamic împlinind un ritual sacru dintr-o viziune a împăratului, dar și aducea probabil o serie de informații extrem de utile despre organizarea taberei inamice. Oastea condusă de JIMMU TENNNO a câștigat bătălia și cei doi eroi au primit de la împărat titlul de SHINOBI adică de luptători secreți (ideograma Kanji este aceeași și se poate citi atât NINJA cât și SHINOBI). Sensul nu este doar acela de secret ci și de rezistență deosebită, atât fizică cât și mentală, de perseverență, ascundere, invizibilitate. Maeștrii Ryu-rilor de NINJA spuneau că de fapt NIN se poate traduce și prin „a stăpâni mintea și trupul cuiva dar și percepția sa asupra ideii de bine și rău” cu referire la manipularea subtilă a adversarilor.
Cei doi luptători din umbră au transmis mai departe arta lor unor elevi precum Tennin Nichimei, Okume Mei, Otomo Uji de unde ea s-a răspândit mai ales în provinciile muntoase din Iga (actualmente municipiul Iga în prefectura Mie) și Koga (actualmente municipiul Kōka în prefectura Shiga) în Japonia. Aici existau deja niște comunități de asceți, călugări războinici, magicieni - toți refugiați din cauza guvernelor lor, fie din China, fie din Japonia. În aceste comunități de YAMABUSHI - „călugări razboinici” exista un amestec de influențe atât filozofico-religioase cât și de arte marțiale atât japoneze cât și chineze. Cu siguranță aici se aflau și experți ai „Artei Negre” din China sau YIN SHEN SHU o disciplină similară practicilor NINJA, dezvoltată în China fundamentată pe o serie de practici taoiste și magice alături și de arte marțiale. Taoismul, disciplinele chinezești, shintoismul autohton nipon, filozofia tibetană și artele marțiale s-au contopit într-o disciplină unică ce a purtat numele de SHUGENDO (calea practicii). Acesta este și mediul în care s-au dezvoltat și primele clanuri de NINJA, celebrii NINJA din IGA și KOGA.
Aici se aflau aproximativ 70 de familii ce trăiau într-o disciplină foarte riguroasă menită de a crea luptători deosebit de antrenați pentru misiuni de spionaj, infiltrări în liniile inamice, sabotaje. Pentru un NINJA, invizibilitatea era esențială li deși ei erau foarte buni experți în arte marțiale lupta era evitată la maxim pentru că în acest fel ei puteau să fie ușor demascați în timpul operațiunilor lor. Ei au rămas în istorie ca buni luptători dar aceștia erau cei mai "slabi" NINJA pentru că fuseseră nevoiți să lupte și să se dea astfel de gol. Uneori ei începeau lupta doar pentru a dispare apoi în nori de fum spre spaima celor din jur. În acest fel se continua mitul puterilor supranaturale ale războinicilor NINJA și se întreținea și o permanentă aură de mister în jurul lor. Chiar dacă unele din aceste puteri paranormale erau reale, ele nu erau la dispoziția oricui și NINJA, se puteau ușor folosi de ignoranța celor din jur pentru a-i manipula cu ușurință.
Apogeul luptătorilor NINJA a fost în Evul Mediu, când luptele pentru putere și provincii, ca și intrigile de la palatele nobililor erau extrem de dese și aprige.
NINJA erau folosiți din plin în această perioadă ca forțe de gherilă, de spionaj și sabotaj. Cei mai mulți NINJA trăiau în împrejurimile castelului din Ueno fiind sub protecția seniorului Takatora Toda. Ei au fost însă, extrem de mult folosiți de către Shogunul Oda Nobunaga în aproape toate campaniile sale militare și în tentativa sa de unificare a Japoniei. Totuși, Nobunaga, a realizat imensul potențial pe care îl reprezentau acești deosebiți luptători astfel că, la un moment dat, când nu mai avea nevoie de ei, decide să îi suprime. Lupta a fost inegală, cam 4.000 de ninja contra a 46.000 de samurai și mulți Ninja au fost măcelariți dar mulți nu au luptat ci s-au refugiat pentru o perioadă în munți, asigurând astfel transmiterea școlilor lor de Ninja. Atunci a început declinul oficial al acestor școli de NINPO în sensul că mulți tâlhari au început să se îmbrace în NINJA pentru a jefui și prăda. Astfel simpli hoți și tâlhari erau confundați cu luptătorii de elită care erau NINJA. În această perioadă, NINJA au început să fie identificați cu delicvenți notorii, tâlhari ordinari. Puțini cunosc faptul că și NINJA își aveau propriul lor cod etic și moral - NINPOIKKAN, mult diferit însă de acel BUSHIDO atât de formalist al samurailor. Oricum au existat câteva școli ce au trecut dificilul test al timpului și au supraviețuit până în zilele noastre.
Una dintre cele mai vechi tradiții de NINJA transmise până în prezent este TOGAKURE RYU NINPO ce includea nu mai puțin de 18 domenii fundamentale de antrenament ale luptătorilor SHINOBI. Școala este condusă acum de către Marele Maestru MASAAKI HATSUMI, al 34-lea Soke al școlii și conducător a încă 8 tradiții ale vechilor NINJA. Aceste școli sunt:
TOGAKURE RYU NinJutsu 
TAKAGI YOSHIN RYU Jutai Jutsu 
GIKAN RYU Daken Tai Jutsu 
GYOKKO RYU Kosshi Jutsu 
KOTO RYU Koppo Jutsu 
SHINDEN FUDO RYU Jutai Jutsu 
GYOKUSHIN RYU Ninpo 
KUKISHINDEN RYU Happo Hiken Jutsu 
KUMOGAKURE RYU Ninpo 
Cele mai multe dintre ele au fost transmise lui HATSUMI Sensei de către maestrul sau TOSHITSUGU TAKAMATSU, al 33-lea Soke al Togakure Ryu Ninpo, școala cu o istorie de peste 800 de ani.
în prezent Sensei HATSUMI continuă tradiția acestor vechi școli în cadrul organizației sale pe care a denumit-o BUJINKAN (zeul războiului), în cinstea Maestrului său al cărui nume de luptător era BUJIN (războinicul divin). Recent Honbu Dojo al Bujinkan și-a schimbat denumirea în Bujinden Dojo - pentru a sublinia ideea de transmisie a acestor vaste cunoștințe către generațiile ce urmează.

## Cele 18 discipline Ninjutsu (Ninja Juhakkei)
Seishin teki kyoyo (rafinamentul spiritual)
Taijutsu (arta luptei cu mâinile goale)
Ninja Kenjutsu (arta luptei cu sabia ninja, ușor diferită de cea a samurailor)
Bojutsu (arta luptei cu bastonul, în diferitele sale forme)
Shurikenjutsu (arta aruncării de lame)
Yarijutsu (arta luptei cu sulița)
Naginatajutsu (arta luptei cu halebarda)
Kusarigamajutsu (arta luptei cu Kusarigama, o combinație între o seceră și un lanț)
Kayakujutsu (arta utilizării focului și a explozibililor)
Hensojutsu (deghizări și simulare)
Shinobi iri (furișare, tehnici de efracție)
Bajutsu (echitație militară)
Sui ren (tehnica întrebuințării apei)
Bo-ryaku (strategie)
Cho ho (tehnici de spionaj)
Intonjutsu (evadări și camuflaj)
Ten-mon (meteorologie, cunoașterea vremii și a condițiilor specifice)
Chi-mon (geografie, orientare în natură)